# إيغل داي
إيغل داي (بالإنجليزية: Eagle Day)‏ هو لاعب كرة قدم أمريكية أمريكي، ولد في 2 أكتوبر 1932 في كولومبيا في الولايات المتحدة، وتوفي في 22 فبراير 2008 في ناشفيل في الولايات المتحدة.

## وصلات خارجية
- إيغل داي على موقع الموسوعة البريطانية (الإنجليزية)